# Francis Muthaura
Francis Kirimi Muthaura (* 20. Oktober 1946 in Meru) ist ein kenianischer Beamter und Politiker. Er ist Leiter des öffentlichen Dienstes und ein enger Freund und Berater des Präsidenten Mwai Kibaki.
Muthaura absolvierte 1972 die University of Nairobi in Kunst, Ökonomie und Politikwissenschaft. Danach war er ein Jahr Commissioner des Mombasa Districts, Vizeaußenminister und später Leiter des kenianischen öffentlichen Dienstes.
Am 15. Dezember 2010 wurde dem Internationalen Strafgerichtshof (IStGH) von dessen Chefankläger, Luis Moreno Ocampo, eine Vorladung Francis Kirimi Muthaura betreffend übergeben. Wenn dem Antrag stattgegeben werden sollte, so müsste er sich im Zusammenhang mit den Unruhen in Kenia 2007/2008 vor dem Gericht wegen Verbrechen gegen die Menschlichkeit verantworten. Er selbst bezeichnete die Vorwürfe als „Unsinn“, „unfair“ und „ungerechtfertigt“.
Die Klage wurde am 11. März 2013 zurückgezogen.